# Odeon (Amsterdam)

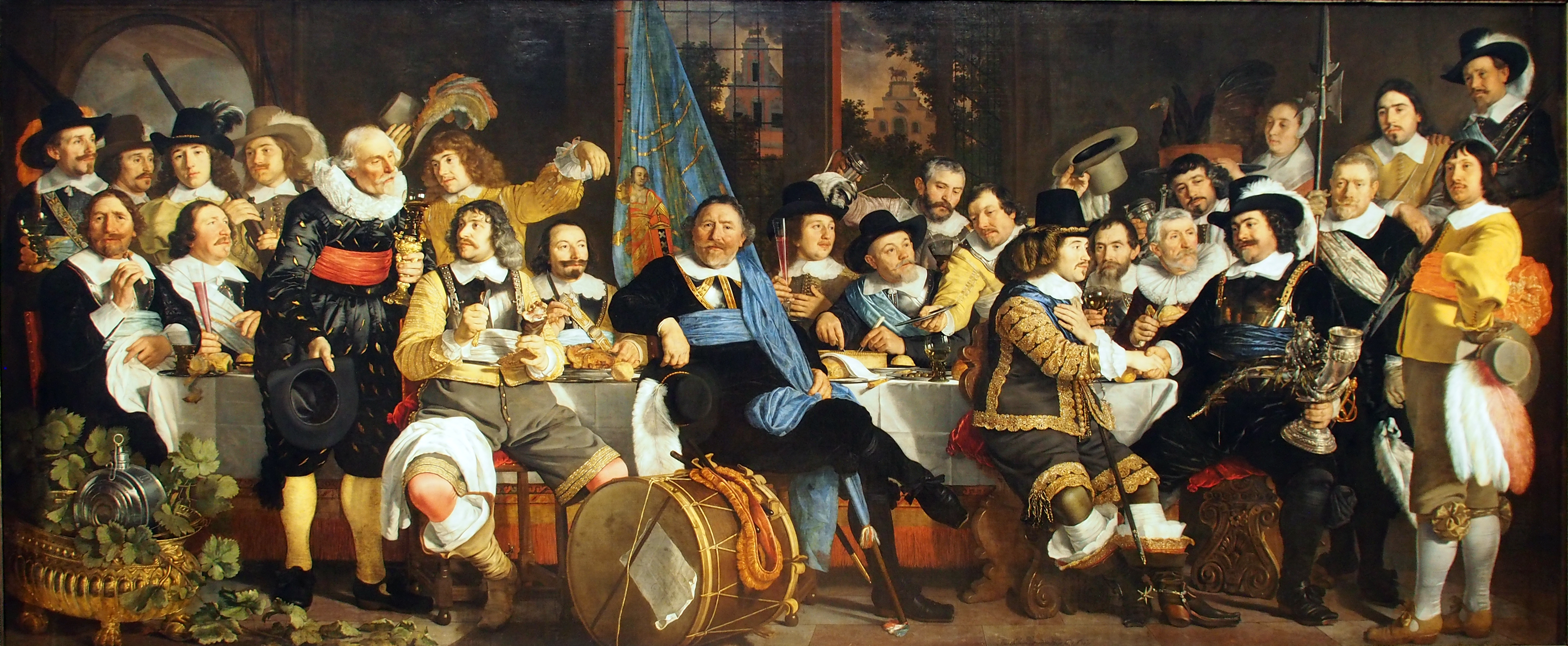
Brouwerij Het Lam in het middenvenster op het doek Schuttersmaaltijd van Van de Helst

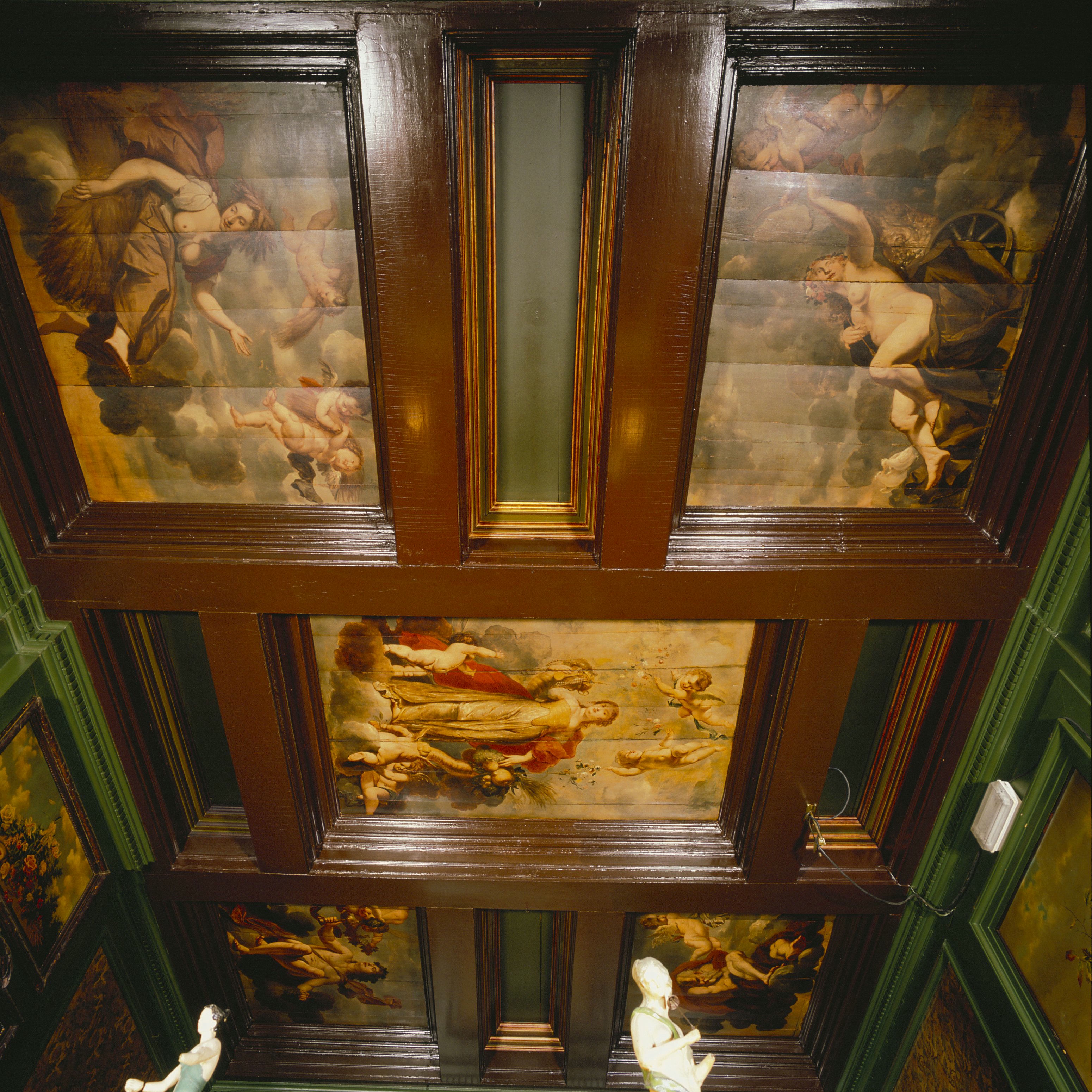
Vijfdelige plafondschildering op de begane grond

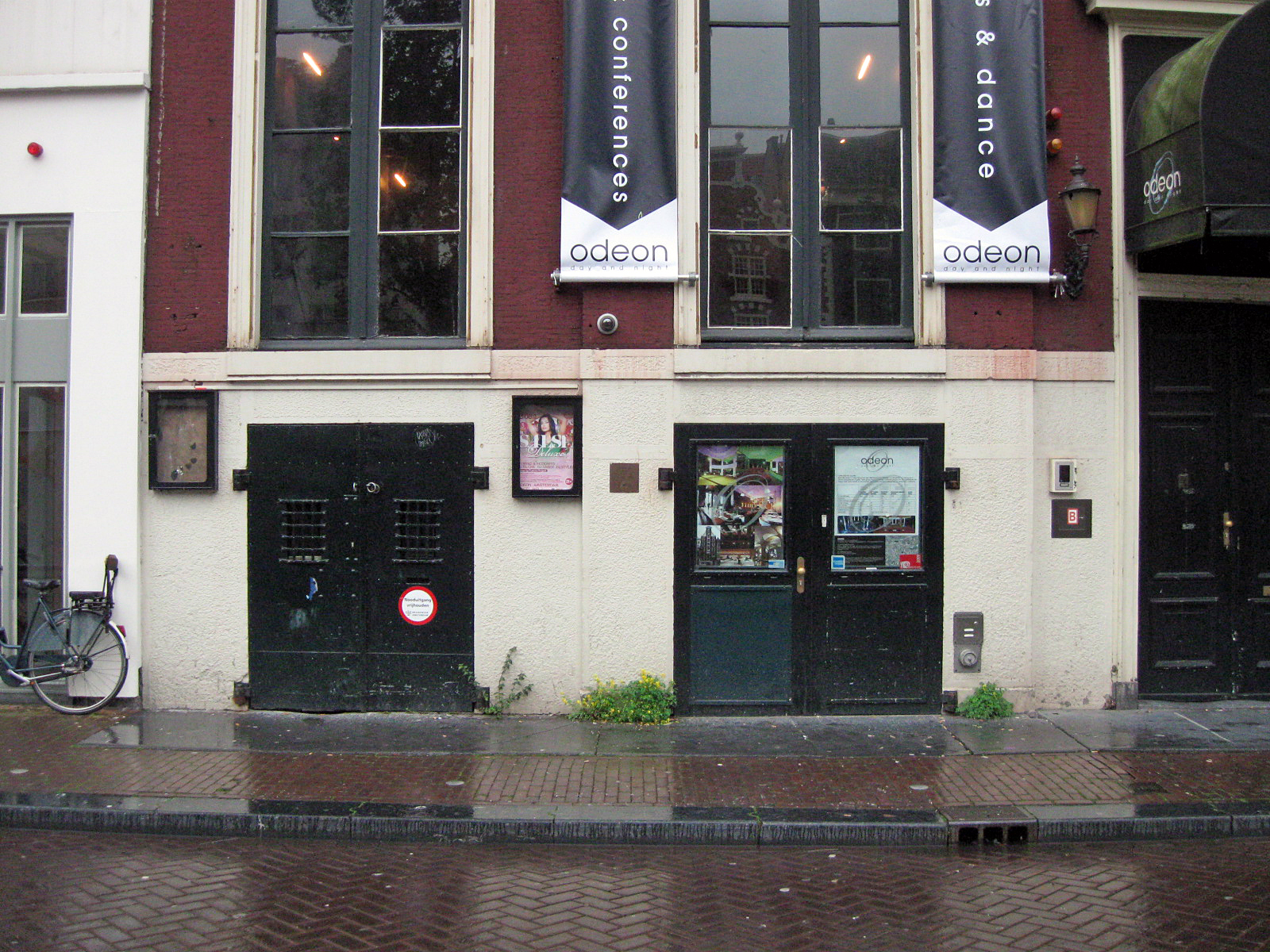
De vroegere ingang (geheel links) van het DOK onder het Odeongebouw (foto uit 2011)

Het gebouw Odeon is een rijksmonument gelegen aan Singel 460 te Amsterdam-Centrum. Het pand was gedurende de 17e en 18e eeuw een koopmanshuis, kreeg in de 19e eeuw een culturele bestemming en omvat tegenwoordig diverse uitgaansgelegenheden.

## Geschiedenis
De Singel ter plaatse kent al eeuwen bebouwing, Pieter Bast laat in zijn tekening uit 1599 hier een aantal gebouwen zien. Ook de daaropvolgende kaarten van bijvoorbeeld Joan Blaeu laat bebouwing zien. Rond 1593 was op deze locatie brouwerij 't Witte Lam gevestigd. Bartholomeus van der Helst legde dat gebouw nog deels vast in zijn doek Schuttersmaaltijd ter viering van de Vrede van Munster uit 1648. Er staan in het middenvenster twee gebouwen met elk een lam bovenop de voorgevel.
De bezittingen van brouwmeester Roelandt Garnier werden rond 1600 executoriaal verkocht en via enkele andere eigenaren, werd de brouwerij in 1661 eigendom van koopman Gillis Marcelis. Hij liet de brouwerij en het bijbehorende woonhuis afbreken en er een geheel nieuw koopmanshuis bouwen naar ontwerp van architect Philips Vingboons. Het werd vermoedelijk opgeleverd in 1662, dat jaar wordt ten minste in de gevelsteen vermeld. Vingboons' gebouw kreeg toen de naam Nuerenburg en op de gevel werd een lam met een vlag geplaatst ter herinnering aan de brouwerij.
In de tweede helft van de 17e eeuw woonde hier Joan Geelvinck (1644-1707), die koopman en bewindhebber van de VOC was. Samen met Nicolaes Witsen was hij betrokken bij de expeditie van het schip De Geelvink om de westkust van Australië in kaart te brengen.

### 19e eeuw
Toen Eduard Croese het gebouw verwierf, liet hij het door architect Martinus Gerardus Tétar van Elven, een oom (broer van vader) van Pierre Tetar van Elven, inwendig ingrijpend verbouwen. De voorgevel wijzigde en er kwam een grote concertzaal op de etage, bedoeld voor muziek en voordracht.
Om die reden wijzigde Croese tevens de naam van het gebouw in Odeon, naar het Griekse odeion, een plaats waar oden werden voorgedragen. Het reliëf van de stad Neurenberg in de gevelsteen werd daarbij vervangen door het woord ODEON, maar het woord Nuerenburg is nog wel aanwezig in de rand van de gevelsteen.
Koning Willem I toog naar Amsterdam om de zaal op 17 oktober 1838 met een groot bal te openen. De concertzaal werd veelvuldig gebruikt voor optredens van beroemde tijdgenoten, zoals pianiste Clara Schumann-Wieck en haar echtgenote Robert Schumann in 1853 en 1855. Ook werd de zaal voor vergaderingen en andere bijeenkomsten gebruikt, zoals voordrachten door Willem Royaards. De concertzaalfunctie verminderde na het openen van het Concertgebouw in 1888.

### 20e eeuw
Zoals veel oude theaters werd ook het Odeongebouw in 1895 of 1912 omgebouwd tot een bioscoopzaal, waarbij de aanvankelijk nog stomme films begeleid werden door een klein orkest. In de eerste jaren van de 20e eeuw traden hier ook cabaretiers als Eduard Jacobs, maar ook andere artiesten, zoals Nap de la Mar, Koos Speenhoff en Chris van Dinteren op.
Andere bioscopen boden echter beter voorzieningen en zodoende werd de ruimte in 1919 omgevormd tot de eerste gemeentelijke winkel van de stad, waar voor lage prijzen stoffen en kleding gekocht konden worden. Tijdens de Duitse bezetting deed het pand dienst als meubelhuis en vervolgens nog als noodhospitaal. Na de oorlog was hier tot 1967 een veilinghuis gevestigd.
In het souterrain was tijdens de oorlog een "Beierse bierkelder" gevestigd. In 1952 opende homobelangenorganisatie COC in deze ruimte een sociëteit onder de naam De Odeon Kelder (DOK). In 1954 wist penningmeester Lou Charité deze onderneming over te nemen en succesvol als de jarenlang grootste homodancing van het naoorlogse Europa te exploiteren. Charité verkocht het DOK in 1981 aan Rob Frisch en Jac Sminia, die de discotheek een lichter, meer trendy interieur gaven. Eind jaren tachtig ging de zaak snel achteruit en in 1989 werd het DOK gesloten.
Op de bovenverdiepingen openden Willem Penninx, Robert Sligting en Hugo van der Aa op 3 oktober 1981 het Odeon Theater, waarmee het pand weer een culturele bestemming kreeg. Dit theater was bedoeld voor kleinschalige theaterproducties en optredens van jazz- en popbands.

#### Brand
In de nacht van 14 op 15 augustus 1990 liep het gebouw grote brandschade op, waarbij de brandweer ook vreesde voor de belendende percelen. Er werd ter bestrijding van de brand groot materieel ingezet, waaronder ook de blusboot Jan van der Heyden II. Er was een zodanige grote belangstelling dat het tramverkeer aan de overkant van de Singel gestremd werd, ook burgemeester Ed van Thijn kwam zich op de hoogte stellen.
De voorgevel bleef echter overeind staan, ook de kelder (vol met bluswater) was grotendeels intakt. Er werd al snel besloten het gebouw te restaureren. Daarbij werd niet alles in de originele staat teruggebracht. De schade werd destijds geschat op 4 miljoen gulden. Na de Cafébrand Volendam in 2000/2001 werd er bij Odeon een uitpandige nooduitgang geconstrueerd, die tegen de gevel stond. Nadat verregaande maatregelen waren getroffen ten behoeve van de veiligheid van bezoekers, verdween deze nooduitgang weer.

### 21e eeuw
Na een jarenlange restauratie en een heropening in 2005 werd het Odeon Theater weer enigszins succesvol. In de kelder van het pand was een bijbehorende brasserie. Het theater ging geleidelijk meer als club fungeren en werd in 2011 overgenomen door de Amsterdam Village Company van Paul Hermanides, die de zaak in een weinig florissante staat aantrof. Een verbouwing bracht geen verbetering en in de loop van 2012 werd de uitgaansgelegenheid gesloten.
In oktober 2015 verhuisde de trendy club annex restaurant Supperclub, voorheen gevestigd in de Jonge Roelensteeg, naar het Odeongebouw, waar ook biercafé HOPPA! en cocktailbar Apt. in kwamen. In hetzelfde jaar openden de vroegere chefs van Bridges en Bord'Eau in het souterrain een Frans tapasrestaurant onder de naam French Connection. In december 2017 nam cocktailbar Flying Dutchmen Cocktails zijn intrek in de voorkamer, als opvolger van biercafé HOPPA!

## Omschrijving

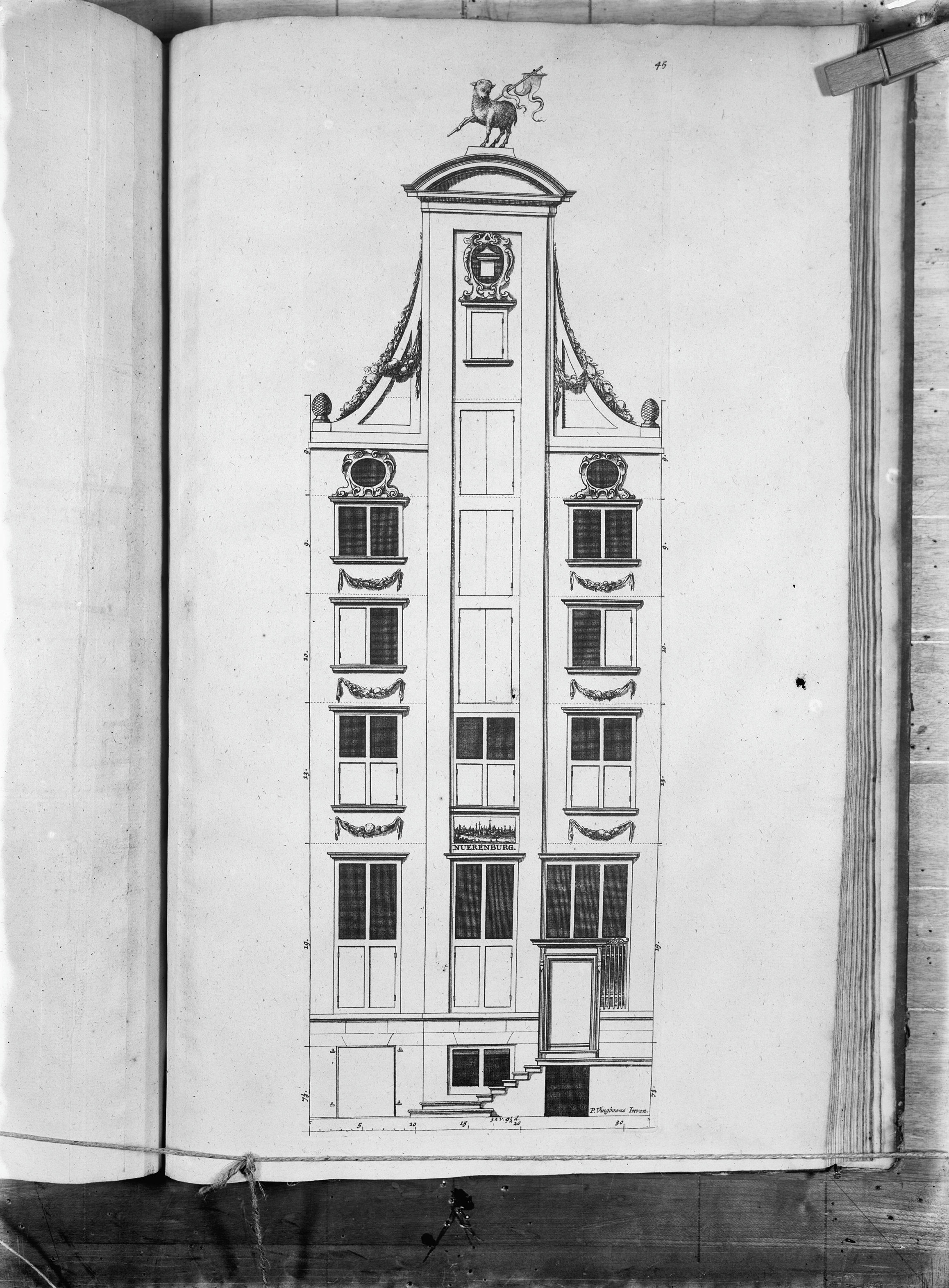
Ontwerp van Vingboons met opschrift Nuerenburg

Het gebouw is sinds 1970 een rijksmonument. Het kreeg deze status vanwege de halsgevel met gevelsteen en drie oeils de boeuf, een deurpartij en vensteromlijstingen uit het empiretijdperk. Tevens aanwezig zijn een inwendige vestibule met pilasters, deuromlijstingen en binnenpui uit de bouwtijd met stucversiering uit circa 1800.
Tot de andere uiterlijke kenmerken van het gebouw behoort zich het middenrisaliet, in de 21e eeuw een raamgang, in vroeger tijden bevonden zich hier de toegangen tot de pakzolders (de luiken zijn inmiddels verwijderd) met daarboven de hijsbalk. Het geheel is in de Hollandsche classicistische stijl. De halsgevel eindigt in een topfronton en heeft klauwstukken. Er zijn festoenen onder de ramen in de raamgangen aan de zijkant.
Nog een ander belangrijk kenmerk van het interieur zijn de plafondschilderingen in de voorkamer. Deze zijn niet meer origineel, maar zijn precies gerestaureerd na de brand. In die schilderingen worden de vier seizoenen weergegeven, de lente door Venus, de zomer door Ceres, de herfst door Bacchus en de winter door een kleumende man. Het origineel zou van de hand van Nicolaas de Heldt Stockade zijn geweest.